# Lutande plan

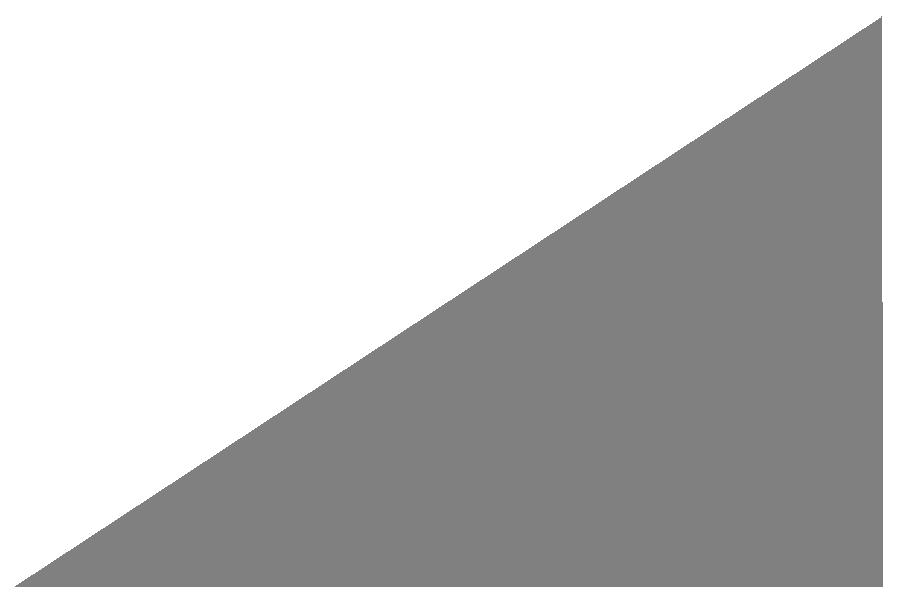
Ett lutande plan.

Lutande planet är som en av de enkla maskinerna ett av de äldsta kraftbesparande verktygen. Den syftar inom mekaniken på en plan yta som bildar en icke-rät vinkel mot horisontalplanet. Det lutande planet är ett bra exempel på mekanikens gyllene regel: "det man vinner i kraft förlorar man i väg".
Det lutande planets höjd, bas och längd bildar de tre sidorna i en rätvinklig triangel, där de båda förstnämnda omfattar den räta vinkeln. Det lutande planet äger flera i mekaniskt hänseende anmärkningsvärda egenskaper. Om en kropp (till exempel en kula) är anbragt på planet, erfordras en kraft för att hålla kvar den. Denna kraft förhåller sig till kroppens vikt som planets höjd till dess längd, förutsatt att kraften verkar parallellt med planet uppåt. 
Inom mekaniken används det lutande planet för att illustrera satsen om kraftparallellogram.

## Exempel på lutande plan
Användes till exempel när egyptierna skulle bygga pyramider då de istället för att lyfta upp stenblocken drog upp dem för sluttningar. En skruv använder sig också av ett lutande plan som är virat runt skruven. Ett annat exempel på ett lutande plan är då man bygger vägar upp på berg, istället för att åka rakt upp på berget kan man åka i en serpentin. En serpentin är då i detta fall ett lutande plan.  